# Кутоян, Георгий Каренович
Георгий Каренович Кутоян (арм. Գեորգի Կուտոյան; 30 сентября 1981, Ереван, СССР — 17 января 2020, там же, Армения) — армянский адвокат, педагог и государственный деятель, глава Службы национальной безопасности Республики Армения с 2016 по 2018 год.

## Биография

### Образование
C 1998 по 2000 год проходил военное обучение на кафедре военной подготовки Ростовского государственного университета по программе подготовки офицеров запаса. В 2002 году окончил юридический факультет того же университета. В 2005 году окончил Институт философии и права Национальной академии наук Республики Армения, получив докторскую степень в области права. В 2007 году окончил Школу права и дипломатии имени Флетчер (Университет Тафтса) в США.
Владел четырьмя языками: армянский, русский, английский и французский.

### Карьера
В 2002—2010 преподавал в Российско-армянском университете, Академии государственного управления Армении и Национальной академии наук Армении. В 2005—2006 работал в Генеральной прокуратуре Республики Армения, сначала в качестве научного работника научно-учебного центра, затем — прокурора отдела правовых и структурных реформ. В 2006—2007 работал в аппарате защитника прав человека Республики Армения в качестве старшего советника защитника прав человека Республики Армения, а в 2008—2010 — главного юрисконсульта аппарата защитника прав человека Республики Армения. В 2008 году получил лицензию на адвокатскую деятельность, в 2010—2011 годах занимался частной адвокатской деятельностью. В 2011—2014 годах был председателем мониторинговой комиссии по осуществлению антикоррупционной стратегии при созданном указом президента Совете по борьбе с коррупцией.
С 2011 по 2016 год был помощником президента республики Сержа Саргсяна. Был назначен на должность главы СНБ в феврале 2016 года. В мае 2018 года президент республики Армен Саркисян подписал указ об освобождении главы СНБ Кутояна от занимаемой должности.

## Смерть
17 января 2020 года в одной из квартир на улице Паруйра Севака в Ереване было обнаружено тело Кутояна с огнестрельным ранением. На стенах квартиры были обнаружены следы выстрелов: более 40 гильз и пуль. Огнестрельное ранение было нанесено в области темени.

### Личная жизнь
Был женат и имел одного сына.

## Награды
- Чин советника юстиции первого класса
- Указом президента Республики Армения от 17 апреля 2013 года награжден медалью Мхитара Гоша